# Cairo (lettertype)
Cairo is een schreeflettertype bestaande uit enkel symbolen ontworpen in 1983 door Susan Kare voor Apples originele besturingssysteem Mac OS. Het is een rasterlettertype.
Een "hiëroglyfe" uit dit lettertype is in de Apple-gebruikersgemeenschap een eigen leven gaan leiden. Wie de "z" intoetste kreeg een afbeelding van een gevlekt hondje te zien. Dit hondje werd later gebruikt in Apples printersetupvenster om de afdrukrichting aan te geven. Het hondje met de koeienvlek op zijn rug kreeg als bijnaam "dogcow".